# Kim Andersson
Kim Andersson (21 de agosto de 1982, Kävlinge, Suecia) es un jugador sueco de balonmano que juega en la posición de lateral derecho en el Ystads IF. Fue un componente de la selección de balonmano de Suecia.
En los Juegos Olímpicos de Londres 2012, ganó la medalla de plata con Suecia, y fue elegido el mejor lateral derecho del torneo.

## Equipos
- Ystads IF HF (1998-2001)
- IK Sävehof (2001-2005)
- THW Kiel (2005-2012)
- KIF Copenhague (2012-2015)
- Ystads IF (2015- )

## Palmarés

### Selección nacional
| Juegos Olímpicos | Juegos Olímpicos | Juegos Olímpicos | Juegos Olímpicos |
| Año              | Lugar            | Medalla          |                  |
| ---------------- | ---------------- | ---------------- | ---------------- |
| 2012             | Londres          | Medalla de plata |                  |

### IK Sävehof
- Liga de Suecia (2004 y 2005)

### THW Kiel
- Liga de Campeones (2007, 2010 y 2012)
- Bundesliga (2006, 2007, 2008, 2009, 2010 y 2012)
- Copa de Alemania (2007, 2008, 2009, 2011 y 2012)
- Supercopa de Alemania (2007, 2008 y 2011)
- Supercopa de Europa (2007)
- Mundial de Clubes (2011)

### Ystads IF
- Liga sueca de balonmano masculino (1): 2022
- Copa de Suecia de balonmano (1): 2024

### Consideraciones personales
- Mejor lateral derecho del Europeo (2008)
- Elegido en el equipo ideal de la Bundesliga (2012)
- Mejor lateral derecho de los Juegos Olímpicos de Londres (2012)